# Rio Ferdinand
Rio Gavin Ferdinand (* 7. November 1978 in Peckham, London) ist ein ehemaliger englischer Fußballspieler. Der frühere Nationalstürmer Les Ferdinand ist ein Cousin von Rio, Bruder Anton war ebenfalls Profifußballer.

## Werdegang

### Jugendzeit
Rio Ferdinand entstammt einer großen Familie und ist Sohn von Janice, einer Frau irisch-englischer Herkunft, und dem im Karibikstaat St. Lucia geborenen Julian Ferdinand. Beide Elternteile arbeiteten im eigenen Haus in Peckham; Janice in der Kinderbetreuung und Julian als Schneider. Als Rio 14 Jahre alt war, trennten sich seine unverheirateten Eltern. Die Verbindung des Vaters mit seinen Kindern blieb jedoch auch nach dessen Auszug eng und er nahm die Sprösslinge regelmäßig zum Fußballtraining und in nahe gelegene Grünanlagen mit. Wohlstand war im Hause Ferdinand wenig gegeben und Rio verbrachte seine Jugend in einem Leben ohne Luxus in Peckham, einem Stadtteil von London, in dem fast die Hälfte der Bewohner entweder arm oder an der Grenze zur Armut lebten. Die Gewalt war allgegenwärtig, aber Ferdinands Eltern gelang es, die eigenen Kinder von den dunklen Ecken fernzuhalten. Rio selbst interessierte sich neben dem Fußball in der Schule gleichermaßen für Mathematik und Theaterstücke.
Er besuchte die Blue Coats High School in Blackheath – die Schule, die 1994 durch den landesweit Aufsehen erregenden, mutmaßlich rassistisch motivierten Mord an Stephen Lawrence, einem knapp vier Jahre älteren Schulkamerad von Ferdinand, größere Bekanntheit erlangte. Bereits in jungen Jahren zeigte sich Ferdinand vielfältig talentiert; er spielte im Alter von zehn Jahren bei den Queens Park Rangers vor und wurde im Jahr darauf von der renommierten Londoner Central School of Ballet aufgenommen. Vier Jahre nahm er jeweils vier Tage in der Woche Ballettstunden, aber es zeigte sich, dass seine Leidenschaft mehr dem Fußball gehörte. Bei seinem Jugendklub Eltham Town agierte er zunächst in der offensiven Mittelfeldrolle, aber die Talentscouts sahen früh in ihm mehr das Potential in der zentralen Innenverteidigung. Zu den Klubs, mit denen er als Teenager trainierte, zählten nicht nur die in London beheimateten Charlton Athletic, FC Chelsea, FC Millwall und Queens Park Rangers, sondern auch der nordenglische FC Middlesbrough, für den Ferdinand sogar einen Großteil seiner Ferienzeit opferte. Im Jahr 1992 wurde er Teil der renommierten Nachwuchsabteilung von West Ham United und im Januar 1994 unterzeichnete er hier seinen ersten Jugendspielervertrag bei der Akademie, an der zu dieser Zeit weitere spätere Nationalspieler wie Frank Lampard heranreiften. Als einer der besten Spieler seiner Altersklasse wurde er im Alter von 16 Jahren erstmals in die Juniorennationalmannschaft berufen und sammelte bei der U-17-Europameisterschaft erste internationale Turniererfahrungen.

### Profikarriere

#### West Ham United
Der ursprünglich von Frank Lampard senior entdeckte Ferdinand entwickelte sich positiv in den Nachwuchsmannschaften und erhielt anschließend bei West Ham United einen Profivertrag. Sein Debüt in der ersten Mannschaft absolvierte er am 5. Mai 1996, als er beim 1:1-Remis gegen Sheffield Wednesday – der letzten Ligapartie der Saison 1995/96 – eingewechselt wurde. Noch in Teenager-Jahren wurde aus Ferdinand bei den „Hammers“ ein zentraler Leistungsträger und nach Ablauf der Spielzeit 1997/98 erhielt er die vereinsinterne Auszeichnung zum besten Spieler der abgelaufenen Saison.

#### Leeds United
Im November 2000 wechselte er für die damalige britische Rekordablöse in Höhe von 18 Millionen Pfund von West Ham zu Leeds United; gleichzeitig war er damit weltweit der zu der Zeit teuerste Abwehrspieler. Trotz eines 0:3-Fehlstarts gegen Leicester City an der Elland Road akklimatisierte sich Ferdinand schnell in der neuen Umgebung und zog nach einem Viertelfinalkopfballtor gegen Deportivo La Coruña ins Halbfinale der Champions League ein.
Im August 2001 ersetzte Ferdinand Lucas Radebe als Mannschaftskapitän und auch die Leistungen blieben im zweiten Jahr auf beständig hohem Niveau, wenngleich er mit Leeds auf dem fünften Abschlusstabellenrang die anvisierte erneute Qualifikation für die europäische Königsklasse verpasste. Dies hatte erhebliche Auswirkungen auf die Finanzplanung des Klubs; während der WM 2002 mehrten sich die Gerüchte um die wirtschaftlichen Probleme in Leeds und die mögliche Auswirkung für den neuen Trainer Terry Venables, seinen Führungsspieler Ferdinand für eine hohe Summe verkaufen zu müssen. Nachdem sich dieser auch bei der Weltmeisterschaft in guter Form gezeigt hatte, einigten sich Leeds United und Manchester United auf ein Transfergeschäft.

#### Manchester United

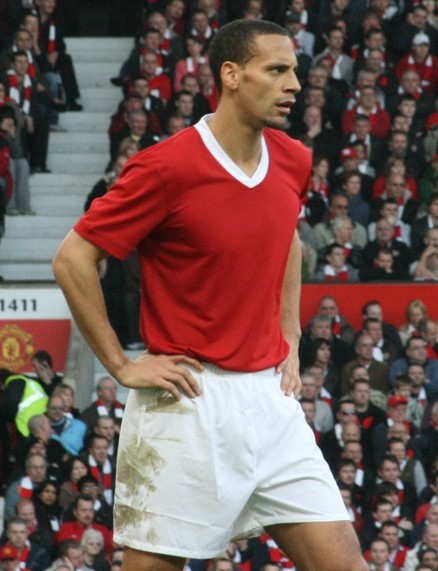
Rio Ferdinand im Trikot von Manchester United.

Am 22. Juli 2002 unterzeichnete Ferdinand in Manchester einen Fünfjahresvertrag und war damit wieder sowohl teuerster Spieler in Großbritannien als auch weltweit der teuerste Verteidiger – die beiden Höchstmarken hatten zwischenzeitlich Juan Sebastián Verón und Lilian Thuram erobert. Dass in Leeds von einem Transfer von „über 30 Millionen Pfund“ gesprochen werden konnte, lag daran, dass die Modalitäten neben der Kaufsumme von über 20 Millionen Pfund weitere leistungsabhängige Zusatzzahlungen vorsahen. Die Vereinsführung von Leeds United favorisierte aber aufgrund der massiven Finanzprobleme schnell in Verzicht auf zukünftige Zahlungen eine höhere „Sofort-Ablösesumme“, die abzüglich diverser Gebühren 29,1 Millionen Pfund betrug.
Die Anfangsphase in Manchester verlief zunächst holprig; vor allem seine Leistungen in der Champions League gegen Real Madrid und die sechs Gegentore in den beiden Viertelfinalpartien sowie der Auftritt bei der 0:1-Niederlage gegen seinen Ex-Klub aus Leeds waren Gegenstand von Kritik. Dennoch errang er bereits in seinem ersten Jahr für „United“ mit der englischen Meisterschaft den ersten wichtigen Titel in seiner Karriere. Die Probleme zu Beginn in Manchester waren nicht nur sportlicher Natur, denn Ferdinand machte im Jahr 2003 Schlagzeilen aufgrund eines Dopingvergehens. Er vergaß die Abgabe eines Dopingtests, wofür er Stress bei einem Wohnungsumzug verantwortlich machte. Obwohl ein nachträglich durchgeführter Dopingtest keine besonderen Werte aufwies, wurde er daraufhin für acht Monate gesperrt, da nach den Regularien die Nichtabgabe der Probe oder eine Verweigerung mit einem Dopingmissbrauch gleichzusetzen war. Er wurde im Nationalteam durch John Terry ersetzt und versäumte die Europameisterschaft 2004 in Portugal. Trotz vieler Proteste von Manchester United, die sich auf vergleichsweise geringere Strafmaße in ähnlich gelagerten Fällen stützten, wurde die Sperre auch im Nachgang nicht verkürzt. Allerdings trat die Strafe erst am 12. Januar 2004 in Kraft, so dass Ferdinand die Hinrunde der Saison 2003/04 bestreiten konnte.

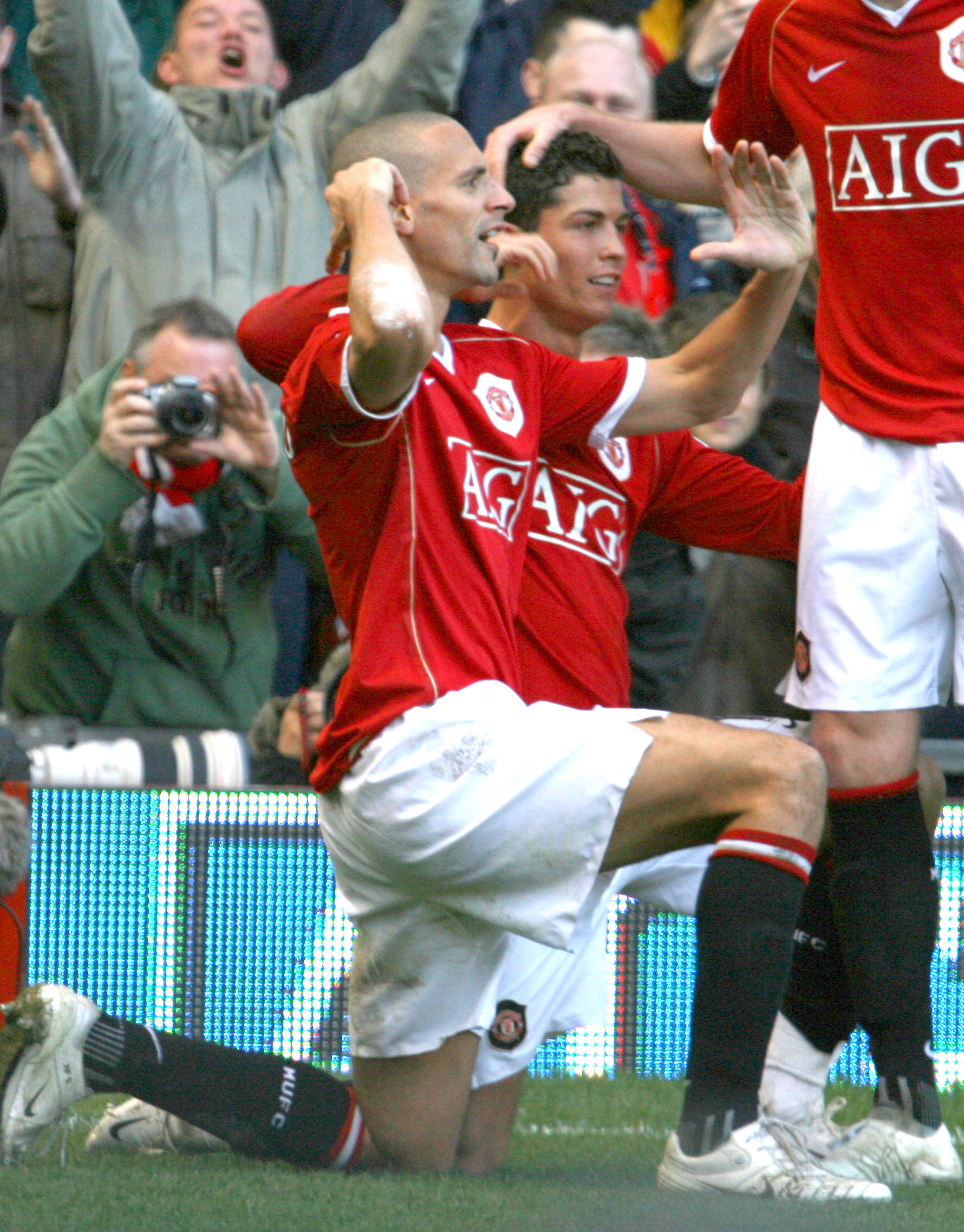
Ferdinand beim Torjubel mit seinem Mannschaftskameraden Cristiano Ronaldo.

Erst im Jahr 2006 folgte der nächste sportliche Erfolg. Die englische Meisterschaft ging zwischen 2004 und 2006 drei Mal nach London und nach den zwei Pokalfinalniederlagen 2003 (Ligapokal) und 2005 (FA Cup) sicherte sich Ferdinand mit einem 4:0-Endspieltriumph gegen Wigan Athletic am 26. Februar 2006 den Ligapokal. Gegen denselben Gegner hatte er gut zwei Monate zuvor sein erstes Tor für United erzielt – Endergebnis war ebenfalls ein 4:0-Erfolg gewesen; endgültig in Manchester „angekommen“ war Ferdinand aber letztlich mit seinem Siegtreffer in letzter Minute gegen den FC Liverpool, der ein wichtiger Schritt auf dem Weg zu direkten Qualifikation für die Champions League war. Um Ferdinand herum fand United anschließend zu alter Stärke zurück, was in der Spielzeit 2006/07 durch die Rückholung des Meistertitels in den englischen Nordwesten demonstriert wurde; auch deswegen wurden nicht weniger als acht United-Spieler (inklusive Ferdinand) in die „Mannschaft der Saison“ gewählt.

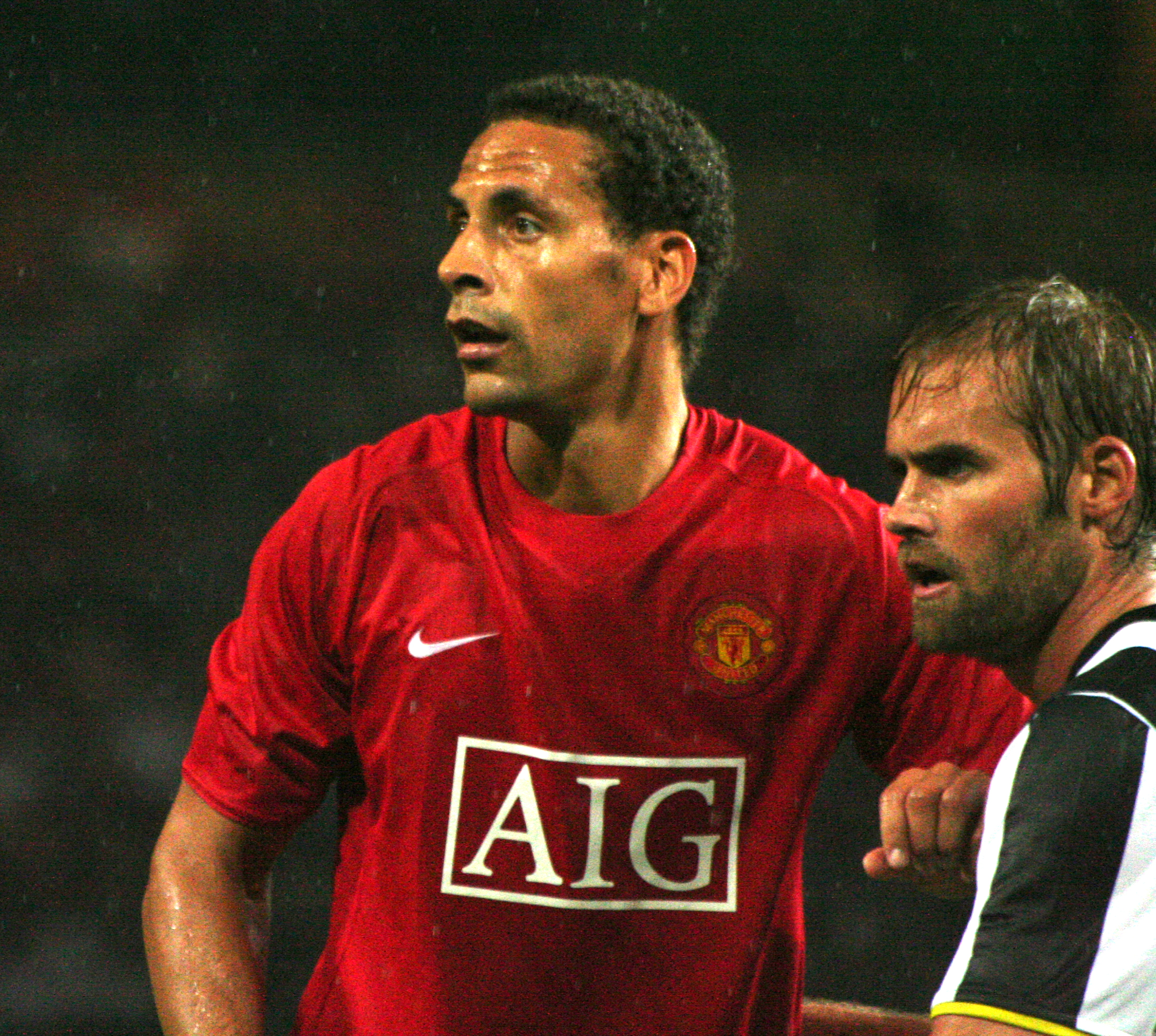
Ferdinand und Olof Mellberg (Juventus Turin)

In einer ereignisreichen Saison 2007/08 zeigte sich die United-Defensive um Ferdinand früh sehr stabil und ließ in sechs aufeinander folgenden Partien keinen Gegentreffer zu. Am 8. März 2008 musste Ferdinand im FA-Cup-Viertelfinale gegen den FC Portsmouth kurzzeitig das Tor hüten, nachdem sowohl Edwin van der Sar wegen einer Leistenverletzung als auch sein polnischer Vertreter Tomasz Kuszczak nach einer Notbremse das Feld hatten verlassen müssen – den fälligen Elfmeter des gegnerischen Sulley Muntari konnte er nicht parieren und United schied mit einer 0:1-Niederlage aus dem Wettbewerb aus. Vier Tage nach dem Gewinn seiner dritten englischen Meisterschaft verlängerte Ferdinand seinen Kontrakt in Manchester um weitere fünf Jahre und führte sein Team am 21. Mai 2008 beim Champions-League-Endspielsieg gegen den FC Chelsea aufs Feld. Weitere Trophäen sammelte Ferdinand kurz darauf mit dem Gewinn der Klub-Weltmeisterschaft und im Jahr 2009 mit dem erneuten Premier-League-Titel nebst einer weiteren Ligapokalausgabe. Bei der angestrebten Champions-League-Titelverteidigung scheiterte er mit seinem Team an Finalgegner FC Barcelona. Die nächsten Jahre sollten erfolgreich für ihn und Manchester verlaufen, denn es folgten noch zwei Meisterschaften (2010/11 und 2012/13), ein Ligapokalsieg (2009/10) sowie ein englischer Superpokalsieg (2011). Ein weiterer Triumph in der Champions League blieb Ferdinand nicht vergönnt, als er 2011 im Finale wie schon 2009 am FC Barcelona scheiterte.

#### Queens Park Rangers
Nach der Saison 2013/14 entschied sich Ferdinand, den bei United auslaufenden Vertrag nicht mehr zu verlängern und sich nach zwölf Jahren einer neuen Aufgabe in der Premier League oder im Ausland zu stellen. Er wechselte zu den Queens Park Rangers. Nach einer Saison, in der Ferdinand aufgrund von Verletzungen nur zwölf Spiele absolvieren konnte, gab er am 30. Mai 2015 seinen Rücktritt vom aktiven Profifußball bekannt.

## Englische Nationalmannschaft
Acht Tage nach seinem 19. Geburtstag wechselte der damalige Nationaltrainer Glenn Hoddle Ferdinand erstmals in einem Freundschaftsspiel zwischen England und Kamerun ein und machte ihn damit zum jüngsten Abwehrspieler für die „Three Lions“ – erst im Jahr 2006 kam mit Micah Richards ein jüngerer englischer Verteidiger zum Zuge. Bereits zwei Monate zuvor hatte im September 1997 die Möglichkeit für Ferdinands Debüt gegen Moldawien bestanden; verhindert wurde dies aufgrund zunehmenden Drucks weiter Teile der englischen Boulevardpresse, die von Hoddle verlangte, auf Ferdinand zu verzichten, da sich dieser eines Trunkenheitsvergehens am Steuer schuldig gemacht hatte – ein Umstand, der in der Öffentlichkeit nach dem Tod von Prinzessin Diana besonderen Widerklang fand. Das aufstrebende Talent war dennoch schnell Bestandteil der englischen A-Nationalmannschaft und wurde für die anstehende Weltmeisterschaft 1998 in Frankreich nominiert. Obwohl ihm nicht wenige Experten aufgrund der gezeigten Leistungen bei West Ham United gute Chancen für einen Platz in der Startelf zurechneten, blieb er bei dem Turnier selbst ohne Einsatzminuten.
Ferdinand feierte auf internationaler Bühne seinen Durchbruch während der Fußball-Weltmeisterschaft 2002 in Japan und Südkorea, wo er gemeinsam mit Sol Campbell ein robustes Abwehrzentrum bildete und dafür in Expertenkreisen weitgehendes Lob erfuhr. Während seiner Dopingsperre im Jahr 2004 vertrat ihn John Terry bei der Europameisterschaft in Portugal; bei der zwei Jahre später stattfindenden Weltmeisterschaft in Deutschland war er an der Seite von Terry wieder Stammspieler in der englischen Innenverteidigung. Als Fabio Capello im Jahr 2008 die englische Nationalelf übernahm, übernahm Ferdinand in dessen zweiter Partie die Rolle des Mannschaftsführers. Die endgültige Entscheidung über dieses Amt war jedoch noch nicht getroffen und so entschied sich Capello im August 2008 für John Terry als Kapitän. Nach erfolgreicher Qualifikation für die Weltmeisterschaft in Südafrika 2010 erhielt der zwischenzeitlich als Vizekapitän agierende Ferdinand im Februar 2010 die Mannschaftsführerbinde von Terry zurück. An dieser Weltmeisterschaft konnte Ferdinand aufgrund einer im Training erlittenen Knieverletzung jedoch nicht teilnehmen. Für ihn wurde Michael Dawson von Tottenham Hotspur, der zuvor aus dem vorläufigen Kader gestrichen wurde, nachnominiert.
Am 20. März 2011 wurde sein Vorgänger Terry wiederum neuer Kapitän der Nationalmannschaft, da Ferdinand sein Amt verletzungsbedingt nur selten ausüben konnte. Zur EM 2012 verzichtete der neue englische Nationaltrainer Roy Hodgson auf Ferdinand. Vorausgegangen war die Affäre um Terry, der bezichtigt wurde, Ferdinands Bruder Anton rassistisch beleidigt zu haben. Hodgson stellte jedoch klar, dass seine Entscheidung auf sportlichen Aspekten und nichts anderem basiert habe. Im März 2013 nominierte Hodgson ihn dann wieder für zwei WM-Qualifikationsspiele für den englischen Kader, Ferdinand musste diese jedoch verletzungsbedingt absagen. Am 15. Mai 2013 erklärte Ferdinand seinen Rücktritt aus der Nationalmannschaft; seinen letzten Einsatz absolvierte er am 4. Juni 2011 beim 2:2 gegen die Schweiz. Zehn seiner insgesamt 81 Länderspiele bestritt er auf der höchsten Bühne des globalen Fußballs, den WM-Endrundenturnieren.

## Erfolge/Titel
Verein
- FIFA-Klub-Weltmeisterschaft: 2008
- UEFA Champions League: 2008
- UEFA-Champions-League-Finalist: 2009, 2011
- Englischer Meister: 2003, 2007, 2008, 2009, 2011, 2013
- Englischer Ligapokal: 2006, 2009, 2010
- FA Community Shield: 2003, 2007, 2008, 2010, 2011, 2013

Persönliche Auszeichnungen
- West Ham United Spieler des Jahres: 1998
- Englands Spieler des Monats: Oktober 2001
- PFA Team of the Year: 2002, 2005, 2007, 2008, 2009, 2013
- FIFPro World XI: 2008
- Hall of Fame der Premier League: 2023

## Soziales Engagement
Abseits des Spielfeldes bezieht Ferdinand häufig Position gegen Rassismus und Homophobie im (internationalen) Fußball ein und forderte gegenüber den üblichen Maßnahmen wie Geldbußen härtere Strafen in Form von Punktabzügen.
Ferdinand engagiert sich als Botschafter bei Show Racism the Red Card.